# Флачах
Флачах (нем. Flatschach) — коммуна в Австрии, в федеральной земле Штирия. 
Входит в состав округа Книттельфельд.  Население составляет 188 человек (на 31 декабря 2005 года). Занимает площадь 7,43 км². Официальный код  —  60903.

## Политическая ситуация
Бургомистр коммуны — Петер Пиндль (АНП) по результатам выборов 2005 года.
Совет представителей коммуны (нем. Gemeinderat) состоит из 9 мест.
- АНП занимает 7 мест.
- СДПА занимает 2 места.